# Record di velocità su rotaia
La determinazione del record di velocità su rotaia dipende dalla definizione di "binario".

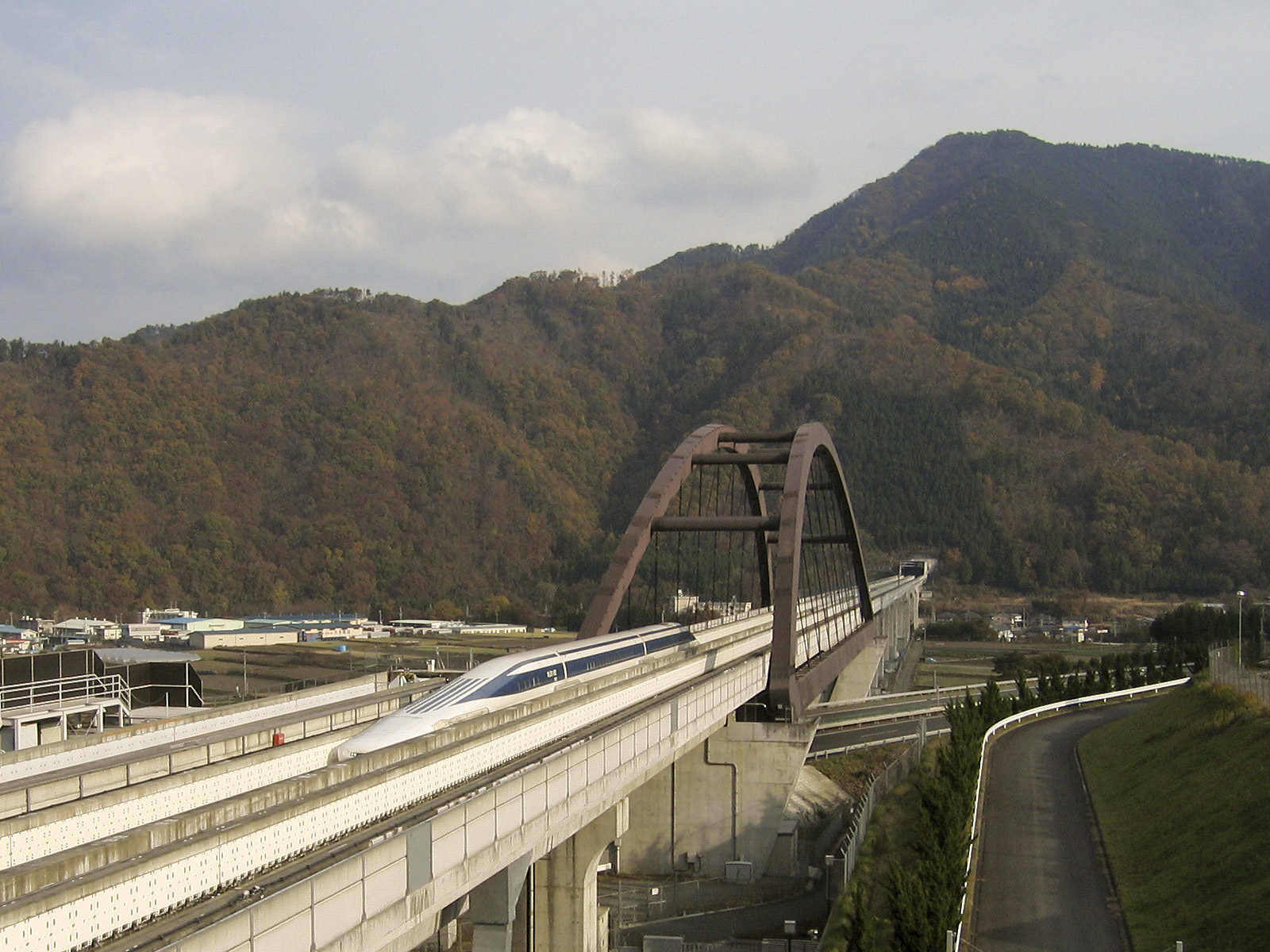
Un JR-Maglev MLX01 a Yamanashi.

Il francese TGV detiene il record del mondo per prototipi elettrici su rotaie con 574,8 km/h.
Lo Shinkansen Serie L0 giapponese, a levitazione magnetica, ha raggiunto i 603 km/h per la prima volta il 21 aprile 2015.

## Veicoli a ruote convenzionali

### Locomotive elettriche
| km/h  | Treno    | Tipo      | Luogo    | Data             | Commenti                                                                     |
| ----- | -------- | --------- | -------- | ---------------- | ---------------------------------------------------------------------------- |
| 243   | CC 7121  | Elettrico | Francia  | 21 febbraio 1954 | Record assoluto di velocità su rotaia per veicoli con ruote convenzionali    |
| 320,6 | CC 7107  | Elettrico | Francia  | 28 marzo 1955    | Record assoluto di velocità su rotaia per veicoli con ruote convenzionali    |
| 330,9 | BB 9004  | Elettrico | Francia  | 29 marzo 1955    | Record assoluto di velocità su rotaia per veicoli con ruote convenzionali    |
| 357   | 1216 050 | Elettrico | Germania | 2 settembre 2006 | Record ottenuto sulla linea Nürnberg-München, locomotiva di proprietà di ÖBB |

## Maglev

### Con equipaggio a bordo
| km/h  | Treno               | Tipo   | Luogo                                                     | Data                                   | Commenti                                              |
| ----- | ------------------- | ------ | --------------------------------------------------------- | -------------------------------------- | ----------------------------------------------------- |
| 90    | MBB Prinzipfahrzeug | Maglev | Stabilimento MBB di Ottobrunn (vicino a Monaco), Germania | 6 maggio 1971                          | Circuito di prova lungo 660 m                         |
| 164   | Transrapid 02       | Maglev | Stabilimento Krauss-Maffei a Monaco - Allach, Germania    | ottobre 1971                           | Circuito di prova lungo 930 m, comprendente una curva |
| 250   | Transrapid 04       | Maglev | Stabilimento Krauss-Maffei a Monaco - Allach, Germania    | fine 1973                              |                                                       |
| 253,2 | Transrapid 04       | Maglev | Germania                                                  | 21 novembre 1977                       |                                                       |
| 302   | Transrapid 06       | Maglev | Transrapid Versuchsanlage Emsland (TVE), Germania         | poche settimane dopo il 30 giugno 1984 |                                                       |
| 355   | Transrapid 06       | Maglev | Transrapid Versuchsanlage Emsland (TVE), Germania         | dicembre 1985                          |                                                       |
| 392   | Transrapid 06       | Maglev | Transrapid Versuchsanlage Emsland (TVE), Germania         | 1987                                   |                                                       |
| 400,8 | JR-Maglev MLU001    | Maglev | Miyazaki Maglev Test Track, Giappone                      | febbraio 1987                          |                                                       |
| 406   | Transrapid 06       | Maglev | Transrapid Versuchsanlage Emsland (TVE), Germania         | 11 dicembre 1987                       |                                                       |
| 412,6 | Transrapid 06       | Maglev | Transrapid Versuchsanlage Emsland (TVE), Germania         | gennaio 1988                           |                                                       |
| 436   | Transrapid 07       | Maglev | Transrapid Versuchsanlage Emsland (TVE), Germania         | 15 dicembre 1989                       |                                                       |
| 450   | Transrapid 07       | Maglev | Transrapid Versuchsanlage Emsland (TVE), Germania         | 17 giugno 1993                         |                                                       |
| 531   | JR-Maglev MLX01     | Maglev | Tratto sperimentale Maglev di Yamanashi, Giappone         | 12 dicembre 1997                       | Tre vagoni                                            |
| 552   | JR-Maglev MLX01     | Maglev | Yamanashi Maglev Test Line, Giappone                      | 14 aprile 1999                         | Cinque vagoni                                         |
| 581   | JR-Maglev MLX01     | Maglev | Yamanashi Maglev Test Line, Giappone                      | 2 dicembre 2003                        | Tre vagoni.                                           |
| 603   | JR-Maglev L0 Series | Maglev | Yamanashi Maglev Test Line, Giappone                      | 21 aprile 2015                         | Sette vagoni                                          |

### Senza equipaggio a bordo
| km/h  | Treno            | Tipo   | Luogo                                | Data             | Commenti                                                             |
| ----- | ---------------- | ------ | ------------------------------------ | ---------------- | -------------------------------------------------------------------- |
| 401,3 | Komet            | Maglev | Manching, Germania                   | 1974             | Realizzato da MBB. Propulsione per mezzo di sei razzi ad acqua calda |
| 517   | JR-Maglev ML-500 | Maglev | Miyazaki Maglev Test Track, Giappone | 21 dicembre 1979 |                                                                      |
| 550   | JR-Maglev MLX01  | Maglev | Yamanashi Maglev Test Line, Giappone | 24 dicembre 1997 | Tre vagoni                                                           |

### Velocità relativa tra due treni
| km/h | Treno           | Tipo   | Luogo                                | Data             | Commenti |
| ---- | --------------- | ------ | ------------------------------------ | ---------------- | -------- |
| 966  | JR-Maglev MLX01 | Maglev | Yamanashi Maglev Test Line, Giappone | dicembre 1998    |          |
| 1003 | JR-Maglev MLX01 | Maglev | Yamanashi Maglev Test Line, Giappone | novembre 1999    |          |
| 1026 | JR-Maglev MLX01 | Maglev | Yamanashi Maglev Test Line, Giappone | 16 novembre 2004 |          |

## Veicoli a pattini su rotaia flangiata

### Slitta SNORT
Gli ingegneri aerospaziali negli USA  impiegano veicoli a razzo per collaudare l'equipaggiamento per gli aerei ultrasonici e per lo spazio.
Il veicolo per i collaudi corre lungo uno SNORT (Supersonic Naval Ordinance Research Track, ossia «pista supersonica per studi di artiglierie navali»).
Dato che scivola su pattini anziché su ruote, è chiamato slitta.
I pattini scorrono sulla rotaia con flange per rimanere in pista.
La più alta velocità realizzata da una slitta  SNORT (e la più alta [conosciuta] mai ottenuta su rotaie) è di 4.973 km/h.